# Ел Дорејдо (Канзас)
Ел Дорејдо (енгл. El Dorado) град је у америчкој савезној држави Канзас.

## Демографија
По попису из 2010. године број становника је 13.021, што је 964 (8,0%) становника више него 2000. године.
| Група             | 2000.          | 2010.          |
| Белци             | 11.188 (92,8%) | 11.629 (89,3%) |
| Афроамериканци    | 165 (1,4%)     | 301 (2,3%)     |
| Азијати           | 27 (0,2%)      | 46 (0,4%)      |
| Хиспаноамериканци | 353 (2,9%)     | 607 (4,7%)     |
| Укупно            | 12.057         | 13.021         |